# Toledo Slayers
El Toledo Slayers fue un equipo de fútbol de los Estados Unidos que alguna vez jugó en la USL Premier Development League, la cuarta liga de fútbol más importante del país.

## Historia
Fue fundado en el año 2003 en la ciudad de Toledo, Ohio, aunque el club nunca jugó de local en esa ciudad.
Fue uno de los equipos de expansión de la USL Premier Development League para la temporada 2003, en la cual acabaron en quinto lugar de su división. Nunca clasificó a los playoffs ni tampoco llegó a disputar la US Open Cup hasta su desaparición en el año 2005 debido a los malos resultados y al poco apoyo recibido en los partidos.

## Temporadas
| Año  | División | Liga    | Temporada Regular | Playoffs     | US Open Cup  |              |
| ---- | -------- | ------- | ----------------- | ------------ | ------------ | ------------ |
| 2003 | 4        | USL PDL | 5º, Great Lakes   | No clasificó | No clasificó | No clasificó |
| 2004 | 4        | USL PDL | 8º, Great Lakes   | No clasificó | No clasificó | No clasificó |
| 2005 | 4        | USL PDL | 8º, Great Lakes   | No clasificó | No clasificó | No clasificó |

## Estadios
- Maumee Stadium, Maumee, Ohio (2003)
- Perrysburg High School Sports Field, Perrysburg, Ohio (2004)
- Lucas County Recreation Center, Maumee, Ohio (2005)

## Jugadores

### Jugadores destacados
| - Oliver Konteh - Nicolas Lesage | - Kenny Uzoigwe - Kyle Veris |